# Treblinka (sat)
Treblinka este un sat cu ca. 270 locuitori, este situat în voievodatul Mazovia, Polonia. Satul aparține de Małkinia Górna (ca. 6.000 loc.)

## Date geografice
Satul se află la ca. 75 km nord-est de Varșovia. Aici se afla până în decembrie 1941 Lagărul de exterminare Treblinka I. În 1942 în apropiere de calae ferată a fost înființat Lagărul de concentrare Treblinka II. În acest lagăr au fost exterminați de naziști între 700.000 și 1 milion de deținuți. În lagărul Treblinka a avut loc o răzvrătire contra seviciului de pază SS și ucrainean (Travniki).

## Personalități marcante
- Ingrid Pitt actriță